# Matthias Strittmatter
Matthias Martin Strittmatter (* 25. März 1962 in Mannheim) ist ein deutscher Neurologe und Hochschullehrer. Er ist Chefarzt der Neurologischen Klinik am Klinikum Merzig
und Außerplanmäßiger Professor an der Universität des Saarlandes.

## Leben
Matthias Strittmatter ist der Sohn des Erziehungswissenschaftlers Peter Strittmatter. Er besuchte die Grundschule in Mannheim und legte nach einem Umzug ins Saarland 1981 das Abitur am Ludwigsgymnasium in Saarbrücken ab. Für seine Leistung im Fach Deutsch wurde er mit dem Scheffelpreis ausgezeichnet.
Nach dem Zivildienst am Klinikum Winterberg in Saarbrücken studierte Strittmatter von 1983 bis 1988 Humanmedizin an der Albert-Ludwigs-Universität Freiburg. 1990 wurde er mit der Dissertation HVA, 5-HIAA und Somatostatin und seine molekularen Formen in der Cerebrospinalflüssigkeit bei Patienten mit seniler Demenz vom Alzheimer-Typ, Parkinsonscher Erkrankung und Multiinfarktdemenz mit der Note summa cum laude promoviert. 1991 erfolgte die Approbation.
Die Facharztausbildung in Neurologie absolvierte er an der Neurologischen Universitätsklinik Homburg, der psychiatrische Teil fand im damaligen Landeskrankenhaus des Saarlandes statt. 1995 erlangte er die Facharztanerkennung, gefolgt von den Zusatzqualifikationen Spezielle neurologische Intensivmedizin (2000) und Spezielle Schmerztherapie (2002). Seitdem besitzt er auch die Weiterbildungsermächtigung für das Fach Neurologie sowie für die zuvor genannten Zusatzqualifikationen.
1998 habilitierte sich Strittmatter an der Universität des Saarlandes bei Klaus Schimrigk mit der Arbeit Autonome, neuroendokrine und neurochemische Parameter bei verschiedenen Schmerzformen. Der Habilitationsvortrag trug den Titel Störungen des autonomen Nervensystems bei der Migräne. Am 17. April 2005 wurde er zum Außerplanmäßigen Professor an der Universität des Saarlandes ernannt.
Nach seiner Tätigkeit als Oberarzt an der Universitätsklinik Homburg wurde er am 1. November 1998 Chefarzt der Neurologischen Klinik des Klinikums Merzig. Unter seiner Leitung wurde dort 2002 eine von der Deutschen Schlaganfallgesellschaft zertifizierte Stroke Unit eingerichtet sowie 2017 eine Klinik für neurologische Frührehabilitation etabliert.
Seit 2013 ist Strittmatter Ärztlicher Direktor und ständiges Mitglied der Krankenhausleitung. Zudem war er von 2004 bis 2011 und ist erneut seit 2018 Studienbeauftragter des Akademischen Lehrkrankenhauses Merzig. Im Jahr 2003 gründete er zusammen mit Prof. Georg Becker vom Universitätsklinikum Homburg zusammen die Summerschool Neurologi, die seither jährlich stattfindet und bei er auch noch regelmäßig Lehrveranstaltungen abhält.
Strittmatter ist verheiratet und hat drei Kinder.

## Werk

### Medizin
Von 2000 bis 2015 war Strittmatter Transplantationsbeauftragter der Deutschen Stiftung Organtransplantation (DSO) und nahm regelmäßig am Hintergrunddienst zur Feststellung des Hirntodes teil. Für sein Engagement wurde er 2010 von der DSO und dem saarländischen Gesundheitsministerium ausgezeichnet.
Seit 2012 ist er stellvertretender Vorsitzender des klinikeigenen Ethikkomitees. Bereits seit 1996 fungiert er als Regionalbeauftragter der Stiftung Deutsche Schlaganfall-Hilfe. Zudem ist er seit 2005 Mitglied der Prüfungskommission der Ärztekammer des Saarlandes für die Fächer Neurologie, spezielle Intensivmedizin und Schmerztherapie.
Während der COVID-19-Pandemie war Strittmatter von 2020 bis 2023 Mitglied der COVID-Koordinierungsgruppe des Saarlandes. Für sein Engagement erhielt er 2023 eine öffentliche Anerkennung des saarländischen Ministeriums für Soziales, Gesundheit, Frauen und Familie.
Von 2004 bis 2006 leitete er das Modellprojekt Integrative Behandlung und Versorgung Demenzkranker im Landkreis Merzig-Wadern.
Er ist Mitglied mehrerer Fachgesellschaften, darunter der Deutschen Gesellschaft für Neurologie, der Deutschen Schmerzgesellschaft e.V., der Deutschen Gesellschaft für Neurointensiv- und Notfallmedizin sowie der Deutschen Migräne- und Kopfschmerzgesellschaft.

### Kunst und Literatur
Von 2007 bis 2009 hatte Strittmatter einen Lehrauftrag für Wahrnehmungsphysiologie an der Hochschule der Bildenden Künste Saar.
Er war an mehreren Ausstellungen beteiligt, darunter:
- Unverstellte Einblicke – Bilder und Texte aus der Psychiatrie (Saarländischer Landtag, 1994)[3]
- Erweiterte Farbversuche (Rathaus Saarbrücken, 2001)
- Serialissimo – Fotokunst und Sound (Stiftung Saarländischer Kulturbesitz, 2011)

2019 veröffentlichte er gemeinsam mit seiner Ehefrau Susanne das Kinderbuch Würde, Freiheit, Gleichheit – unser Grundgesetz kinderleicht und sonnenklar. Seitdem ist er regelmäßig mit Lesungen an Schulen im Saarland aktiv, zuletzt 2024 auf dem Theaterschiff Saarbrücken. Erneut zusammen mit seiner Frau sowie mit Autor Yaron Windmüller erfolgte 2024 die Veröffentlichung des Buches Fallende Sterne - Chronologie eines unplötzlichen Kindstods, in dem aus der Ich-Perspektive die Geschichte des kurzen Lebens des Maurice Windmüller erzählt wird, der im Alter von 19 Monaten im KZ Auschwitz ermordet wurde.

## Schriften

### Wissenschaftliche Publikationen (Auswahl)
- A. Saleh, R. Jung, S. Tonner, F. Hornof, M. Strittmatter: Post-coronavirus disease 2019 polyneuropathy with significant response to immunoglobulin therapy: a case report. In: Journal of Medical Case Reports. 15. Jahrgang, Nr. 547, 2021, doi:10.1186/s13256-021-03148-y (englisch).
- J. Böhm, V. Biancalana, E. Malfatti, N. Dondaine, C. Koch, N. Vasli, W. Kress, M. Strittmatter: Adult-onset autosomal dominant centronuclear myopathy due to BIN1 mutations. In: Brain. 137. Jahrgang, Nr. 12, 2014, S. 3160–3170, doi:10.1093/brain/awu272 (englisch).
- S. Meyer, M. Shamdeen, S. Gottschling, M. Strittmatter, L. Gortner: Sudden unexpected death in epilepsy in children. In: Journal of Paediatrics and Child Health. 47. Jahrgang, Nr. 6, 2011, S. 326–331, doi:10.1111/j.1440-1754.2010.01734.x (englisch).
- S. Meyer, M. Strittmatter, C. Fischer, T. Georg, B. Schmitz: Lateralization in autonomic dysfunction in ischemic stroke involving the insular cortex. In: Neuroreport. 15. Jahrgang, Nr. 2, 2004, S. 357–361, doi:10.1097/00001756-200402090-00029 (englisch).
- M. Strittmatter, M. Grauer, E. Isenberg, G. Hamann, C. Fischer, Karl-Heinz Hoffmann, F. Biaes, K. Schimrigk: Cerebrospinal Fluid Neuropeptides and Monoaminergic Transmitters in Patients With Trigeminal Neuralgia. In: Headache: The Journal of Head and Face Pain. 37. Jahrgang, 1997, S. 211–216, doi:10.1046/j.1526-4610.1997.3704211.x (englisch).
- M. Strittmatter, H. Cramer: Parkinson's disease and dementia: clinical and neurochemical correlations. In: NeuroReport. 3. Jahrgang, Nr. 5, 1992, S. 413–416 (englisch).

### Bücher
- Susanne und Matthias Strittmatter: Würde, Freiheit, Gleichheit – unser Grundgesetz kinderleicht und sonnenklar. Conte Verlag, St. Ingbert 2019, ISBN 978-3-95602-203-6.

- Susanne Strittmatter, Matthias Strittmatter, Yaron Windmüller: Fallende Sterne - Chronologie eines unplötzlichen Kindstods. Athena Verlag, St. Ingbert 2024, ISBN 978-3-7455-1182-6.